# Старобалаково
Старобала́ково (рос. Старобалаково, башк. Иҫке Балаҡ) — село у складі Чекмагушівського району Башкортостану, Росія. Входить до складу Тайняшевської сільської ради.
Населення — 218 осіб (2010; 271 у 2002).
Національний склад:
- башкири — 27 %
- татари — 63 %